# Yamaha DragStar

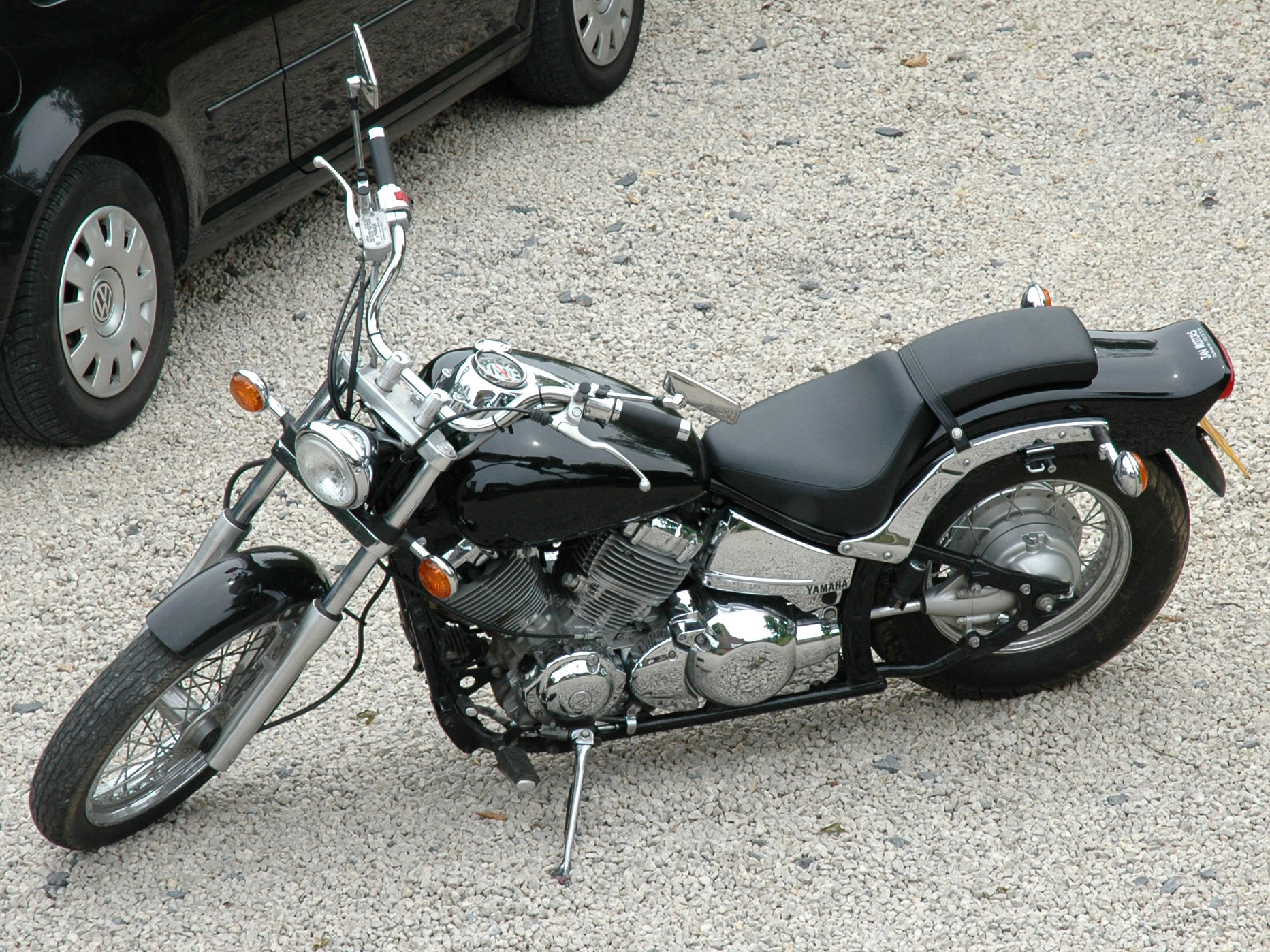
Yamaha DragStar 650

De Yamaha DragStar is een cruiser motorfiets. In Amerika werd de motor onder de naam V-Star verkocht. De Dragstar is verkrijgbaar in verschillende uitvoeringen, respectievelijk de DragStar 125, DragStar 250, DragStar 400, DragStar 650 en de DragStar 1100. Hiervan zijn de 650 en de 1100 uitvoeringen veruit het meest verkocht.
Er is een Nederlands club van eigenaren van deze Yamaha Dragstar. 

## Dragstar 650
De Dragstar 650 is gebaseerd op het motorblok van de Yamaha Virago 535 en werd geïntroduceerd in 1997. De cilinders van dit 535cc metende blok werden 5mm uitgeboord tot een boring van 81mm en 4mm tot een slag van 63mm, zodoende werd de cilinderinhoud vergroot tot 649cc. Om het blok groter te laten ogen werden er andere covers met koelribben op de cilinders aangebracht.
De DragStar 650 kwam er in twee uitvoeringen; een Classic met een zithoogte van 709mm en lang doorlopende, stalen spatborden, en een Custom met een zithoogte van 696mm, korte kunststof spatborden en een beduidend lager gewicht dan de Classic uitvoering. De Classic weegt ongeveer 88kg meer dan de Custom.
De Amerikaanse uitvoeringen (V-Star) van deze motoren beschikken over minder PK. De reden hiervan heeft te maken met de Amerikaanse EPA voorschriften.

## Dragstar 1100
De Dragstar 1100 is net als de 650 in twee uitvoeringen uitgebracht; de XVS1100 en de XVS1100A waarbij de Custom in 1999 werd geïntroduceerd. waarvan de eerste het Custom model betreft en de tweede het Classic model.
De 1100 beschikt over een doorontwikkeld 75 graden 2-cilinder motorblok afkomstig uit de XV1100 Virago. Dit luchtgekoelde motorblok werd al sinds begin jaren 80 toegepast. Het motorblok voor de DragStar 1100 beschikt over meer koppel bij een lager toerental. De DragStar nam de cardan aandrijving over van de Virago maar de techniek werd in een totaal nieuw frame geplaatst met een monoshock achtervering om zo een hardtail-look te creëren.
De DragStar werd een enorm succes wat in 2000 leidde tot de introductie van een Classic uitvoering. De onderlinge verschillen tussen de Custom en de Classic zijn korte kunststofspatborden tegen lange stalen exemplaren, een lagere zithoogte bij de Custom, voorvork-covers en treeplanken op de Classic en een 110cm voorband tegen een 130cm exemplaar bij de Classic. 
De DragStar 650 en 1100 modellen zijn vanaf de introductie bijna niet gewijzigd, slechts kleine wijzigingen zoals een andere koplamp en andere kleurenschema's zijn toegepast.